# 5884 Dolezal
5884 Dolezal este un asteroid din centura principală de asteroizi. A fost numit în onoarea lui Erich Dolezal,  scriitor austriac de literatură științifico-fantastică, astronom și profesor.

## Descriere
5884 Dolezal este un asteroid din centura principală de asteroizi. A fost descoperit pe 24 septembrie 1960 la Observatorul Palomar de Cornelis Johannes van Houten, Ingrid van Houten-Groeneveld și Tom Gehrels. Asteroidul prezintă o orbită caracterizată de o semiaxă mare de 2,77 ua, o excentricitate de 0,20 și o înclinație de 7,2° în raport cu ecliptica.